# IArchiver
 (septembre 2012).
Si vous disposez d'ouvrages ou d'articles de référence ou si vous connaissez des sites web de qualité traitant du thème abordé ici, merci de compléter l'article en donnant les références utiles à sa vérifiabilité et en les liant à la section « Notes et références ».
iArchiver est un gestionnaire d'archives payant pour Mac OS.

## Fonctionnalités
iArchiver peut :
- créer des archives ;
- extraire des archives ;
- convertir des archives.

## Formats d'archive
iArchiver prend en charge les formats Zip, 7-Zip et Tar pour la création et l'extraction d'archives. Mais peut aussi extraire des archives aux formats RAR et StuffIt.